# Sebestyén Ihrig-Farkas
Sebestyén Ihrig-Farkas (Budapest, 28 gennaio 1994) è un calciatore ungherese, centrocampista dell'Honvéd.

## Caratteristiche tecniche
Trequartista o ala impiegabile in entrambi i lati, fa dei sui centimetri il punto forte sui colpi di testa nei calci piazzati o nei corner.

## Carriera
Cresciuto nelle giovanili di Ferencváros e Honvéd, nel gennaio del 2012 viene acquistato dal Parma inserendolo nella formazione primavera. La stagione seguente lo gira poi in prestito alla formazione slovena del Gorica, club satellite della società parmense. Dopo essere stato impiegato scarsamente, a dicembre rientra dal prestito tornando al Parma rimanendo in primavera.
Nell'estate del 2014, torna in patria firmando con l'Honvéd, con cui gioca solo sei partite in poco meno di due stagioni riuscendo a segnare gli unici gol nella fattispecie in Coppa di Lega rispettivamente contro Gyirmót e Nyíregyháza, ben figurando invece con la squadra B con 5 reti in 16 presenze.
Svincolatosi dalla squadra di Kispest il 14 dicembre 2015 a febbraio 2016 si accasa al Kozármisleny, formazione di NBIII ovvero la terza serie magiara, aiutando la squadra con 3 reti in 13 presenze a vincere il campionato e ad essere promosso in NBII. Per il campionato seguente si accorda con il Békéscsaba (in seconda divisione), alternandosi tra prima e seconda squadra dove con quest'ultima riesce a ritagliarsi più spazio e andando spesso al gol.
L'8 febbraio 2017 firma con il Budafok, riuscendo a diventare in breve tempo uno dei titolari ed esprimendo un buon gioco, in virtù della seconda posizione raggiunta.
Nella stagione 2020-2021 torna a giocare nella massima serie ungherese. La stagione seguente con la squadra nel frattempo retrocessa nuovamente in seconda serie comincia con la maglia del Budafok, salvo poi a gennaio cambiare club firmando col Vasas.
Segna la sua prima tripletta in carriera il 3 aprile nel successo interno per 6-0 contro il Békéscsaba, sua ex squadra, al termine della stagione con 4 reti in 12 presenze contribuisce alla vittoria finale del campionato, facendo ritornare la squadra nella massima serie dopo quattro stagioni d'assenza. Retrocesso a fine stagione in seconda divisione, dopo essere stato poco impiegato nella prima parte della stagione 2023-24, il 31 gennaio 2024 passa in prestito fino al termine della stagione al BVSC Budapest, società storica ungherese rientrante dopo più di vent'anni in NBII. Con 11 presenze e 3 reti sarà d'aiuto a conquistare assieme al resto della squadra la salvezza, finita la stagione ritorna al Vasas, ma non rientrando più nei piani della società si svincola poche settimane più tardi. Il 17 agosto dopo dieci anni ritorna all'Honvéd.

## Statistiche

### Presenze e reti nei club
Statistiche aggiornate al 25 febbraio 2025.
| Stagione         | Squadra          | Campionato       | Campionato | Campionato | Coppe nazionali | Coppe nazionali | Coppe nazionali | Coppe continentali | Coppe continentali | Coppe continentali | Altre coppe | Altre coppe | Altre coppe | Totale | Totale |
| Stagione         | Squadra          | Comp             | Pres       | Reti       | Comp            | Pres            | Reti            | Comp               | Pres               | Reti               | Comp        | Pres        | Reti        | Pres   | Reti   |
| ---------------- | ---------------- | ---------------- | ---------- | ---------- | --------------- | --------------- | --------------- | ------------------ | ------------------ | ------------------ | ----------- | ----------- | ----------- | ------ | ------ |
| 2011-gen. 2012   | Honvéd II        | NBII             | 3          | 0          | MK              | 0               | 0               | -                  | -                  | -                  | -           | -           | -           | 3      | 0      |
| gen.-giu. 2012   | Parma            | A                | 0          | 0          | CI              | -               | -               | -                  | -                  | -                  | -           | -           | -           | 0      | 0      |
| 2012-2013        | Parma            | A                | 0          | 0          | CI              | -               | -               | -                  | -                  | -                  | -           | -           | -           | 0      | 0      |
| lug.-dic. 2013   | Gorica           | 1. SNL           | 3          | 0          | CS              | 2               | 0               | -                  | -                  | -                  | -           | -           | -           | 5      | 0      |
| dic. 2013-2014   | Parma            | A                | 0          | 0          | CI              | -               | -               | -                  | -                  | -                  | -           | -           | -           | 0      | 0      |
| Totale Parma     | Totale Parma     | Totale Parma     | 0          | 0          |                 | -               | -               |                    | -                  | -                  |             | -           | -           | 0      | 0      |
| 2014-2015        | Honvéd II        | NBIII            | 9          | 2          | -               | -               | -               | -                  | -                  | -                  | -           | -           | -           | 9      | 2      |
| 2015-2016        | Honvéd II        | NBIII            | 8          | 3          | -               | -               | -               | -                  | -                  | -                  | -           | -           | -           | 8      | 3      |
| Totale Honvéd II | Totale Honvéd II | Totale Honvéd II | 20         | 5          |                 | 0               | 0               |                    | -                  | -                  |             | -           | -           | 20     | 5      |
| 2014-2015        | Honvéd           | NBI              | 4          | 0          | MK+MLK          | 0+6             | 0+2             | -                  | -                  | -                  | -           | -           | -           | 10     | 2      |
| 2015-feb. 2016   | Honvéd           | NBI              | 2          | 0          | MK              | 2               | 0               | -                  | -                  | -                  | -           | -           | -           | 4      | 0      |
| feb.-giu. 2016   | Kozármisleny     | NBIII            | 13         | 3          | MK              | -               | -               | -                  | -                  | -                  | -           | -           | -           | 13     | 3      |
| 2016-feb. 2017   | Békéscsaba II    | NBIII            | 16         | 6          | -               | -               | -               | -                  | -                  | -                  | -           | -           | -           | 16     | 6      |
| 2016-feb. 2017   | Békéscsaba       | NBII             | 7          | 0          | MK              | 1               | 0               | -                  | -                  | -                  | -           | -           | -           | 8      | 0      |
| feb.-giu. 2017   | Budafok          | NBII             | 0          | 0          | MK              | 5               | 0               | -                  | -                  | -                  | -           | -           | -           | 5      | 0      |
| 2017-2018        | Budafok          | NBII             | 29         | 4          | MK              | 3               | 2               | -                  | -                  | -                  | -           | -           | -           | 32     | 6      |
| 2018-2019        | Budafok          | NBII             | 8          | 2          | MK              | 0               | 0               | -                  | -                  | -                  | -           | -           | -           | 8      | 2      |
| 2019-2020        | Budafok          | NBII             | 18         | 3          | MK              | 2               | 0               | -                  | -                  | -                  | -           | -           | -           | 20     | 3      |
| 2020-2021        | Budafok          | NBI              | 28         | 5          | MK              | 5               | 5               | -                  | -                  | -                  | -           | -           | -           | 33     | 10     |
| 2021-gen. 2022   | Budafok          | NBII             | 19         | 4          | MK              | 2               | 0               | -                  | -                  | -                  | -           | -           | -           | 21     | 4      |
| Totale Budafok   | Totale Budafok   | Totale Budafok   | 92         | 18         |                 | 17              | 7               |                    | -                  | -                  |             | -           | -           | 109    | 25     |
| gen.-giu. 2022   | Vasas            | NBII             | 12         | 4          | MK              | 1               | 0               | -                  | -                  | -                  | -           | -           | -           | 13     | 4      |
| 2022-2023        | Vasas            | NBI              | 16         | 1          | MK              | 4               | 1               | -                  | -                  | -                  | -           | -           | -           | 20     | 2      |
| 2023-gen. 2024   | Vasas            | NBII             | 3          | 1          | MK              | 1               | 0               |                    | -                  | -                  |             | -           | -           | 4      | 1      |
| Totale Vasas     | Totale Vasas     | Totale Vasas     | 31         | 6          |                 | 6               | 1               |                    | -                  | -                  |             | -           | -           | 37     | 7      |
| gen.-giu. 2024   | BVSC Budapest    | NBII             | 11         | 3          | MK              | -               | -               |                    | -                  | -                  |             | -           | -           | 11     | 3      |
| 2024-2025        | Honvéd           | NBII             | 11         | 3          | MK              | 1               | 1               | -                  | -                  | -                  | -           | -           | -           | 12     | 4      |
| Totale Honvéd    | Totale Honvéd    | Totale Honvéd    | 17         | 3          |                 | 9               | 3               |                    | -                  | -                  |             | -           | -           | 26     | 6      |
| Totale carriera  | Totale carriera  | Totale carriera  | 181        | 44         |                 | 34              | 11              |                    | -                  | -                  |             | -           | -           | 214    | 55     |

## Palmarès

### Competizioni nazionali
- Nemzeti Bajnokság III: 1

Kozármisleny: 2015-2016
- Nemzeti Bajnokság II: 1

Vasas: 2021-2022